# Hydrae Cavus
Hydrae Cavus és una formació geològica de tipus cavus a la superfície de Mart, localitzada amb el sistema de coordenades planetocèntriques a -7.68 ° latitud N i 299.27 ° longitud E, que fa 43.11 km de diàmetre. El nom va ser aprovat per la UAI el primer de novembre de 2014 i fa referència a una característica d'albedo.